# Língua galega
A língua galega ou galego (pronúncia galega: [ɡaˈleɣo̝]) é a língua ibero-românica ocidental de caráter oficial na Comunidade Autónoma da Galiza, falada também nas Astúrias, Castela e Leão e pela diáspora galega, localizada principalmente na Argentina, Brasil, Cuba e Uruguai.
Com raízes comuns, iniciou a sua divergência da língua portuguesa no século XIV, e é regulada pela Real Academia Galega. Devido às semelhanças que mantém com o português, é por vezes referida no contexto do galego-português, "português da Galiza ou o codialecto galego do português" uma perspetiva organizada na forma do reintegracionismo galego, cujas normas ortográficas seguem estreitamente as do português. Porém, é definida como língua em próprio direito no dicionário da RAG, uma postura seguida pelas instituições autonómicas e respeitada pelo Governo Português. A fala de Xálima, com influências leonesas, também pode ser classificada no seu âmbito.
O galego como primeira língua é mais comum entre os mais velhos, com quase 80% dos galegos com mais de 65 anos tendo a língua como primeira língua e menos de 40% dos habitantes da Galiza entre 16 e 25 anos em 2003 com a língua como sua língua-mãe.

## História
A língua galega vem do galego-português, que se expandiu para sul juntamente com a expansão da Reconquista Cristã, sobrepondo-se aos dialectos moçárabes, ou seja, à língua falada pelos cristãos sob domínio muçulmano. Era língua autóctone a norte do rio Douro e língua de colonização a sul do mesmo. Com a proclamação de Portugal como um estado independente, a Galiza ficou confinada ao extremo noroeste da Península Ibérica. Portugal e Galiza perderam a sua comunicação/ligação, com essa independência, o que viria a ser crucial em termos de língua. A Galiza, por não ter conseguido albergar a capital, Braga, não passaria de uma variedade regional do castelhano. Aqui começaram os dois ramos a divergir, a evoluir em sentidos distintos, isto devido à falta de comunicação entre as duas regiões, e, com o estabelecimento de Lisboa como capital, a situação viria a se acentuar. Isto porque, sendo a variedade de Lisboa considerada a norma, as variedades setentrionais de Portugal não passariam de variedades regionais, com uma tendência a seguir a norma, de Lisboa. Focando as atenções em Lisboa, o português setentrional começou um processo de normalização, tentando o mais possível aproximar-se da língua padrão, que era a de Lisboa, e simultaneamente diferenciando-se das variedades setentrionais da época (hoje galego).
Com a expansão marítima portuguesa, a língua portuguesa foi também levada para territórios longínquos. Esta variedade começou a ganhar prestígio, sendo que já no século XVI era uma "língua feita", com gramáticas e literatura de todos os géneros, enquanto que a Galiza carecia de literatura ou gramáticas. A corte também não propiciou a evolução da língua galega, tendo uma influência assustadora na língua galega. Uma corte alheia à língua galega passou a ser a corte galega, levando o prestígio do castelhano juntamente com o seu prestígio individual. Isto levou a Galiza a ficar confinada a um pequeno espaço, entre duas línguas extremamente poderosas. A língua galega ia sendo penetrada de castelhanismos, enquanto o português ia-se diferenciando a uma velocidade gritante. Os galegos cada vez mais "tentavam apropriar-se com todas as suas forças daquele formidável instrumento de ascensão social e económica que o castelhano representava na Galiza", reservando o galego aos meios rurais. A confusão entre os dois idiomas iniciou-se com a confusão entre as sibilantes surdas e sonoras, que é considerado o momento em que o galaico português, finalmente, partiu-se em dois idiomas distintos: a língua portuguesa e a língua galega. Desde cedo a língua galega vem a cair, tendo o seu início quando foi "arrebatado" da escrita notarial em 1480, data a partir da qual o castelhano viria a dominar quase totalmente o galego no que tocava a situações de formalidade. Na segunda metade do século XIX, com um galego bastante fragmentado, estigmatizado e visto como um meio de comunicação reservado ao meios rurais, nasceu um movimento chamado o "Ressurgimento" (Rexurdimento em galego), tal como aconteceu na Catalunha. Esse movimento visava à propagação e cultivo do idioma de modo a torná-lo uma língua de prestigio. O sucesso deste movimento foi tal que grandes escritores, estrangeiros e nativos da língua galega, seguiram as suas ideologias e proporcionaram ao galego momentos de ascensão. Houve um aumento significativo nas obras escritas em galego. Mais tarde, já no século XX, com a Guerra Civil Espanhola e com ditadura de Francisco Franco, a língua galega voltou a sofrer perdas irreversíveis. Proibida por Francisco Franco, ironicamente natural da Galiza, tal como o catalão e as outras línguas do país, punida caso fosse falada, ensinada ou difundida. Desenvolveu-se num clima de clandestinidade, o que originou uma aquisição deficiente da língua por parte das gerações até o final dos anos 70, quando o regime ditatorial caiu e foi reconhecida novamente a categoria de língua, tanto ao galego como às outras línguas que se falavam em Espanha. O galego até hoje têm vindo a cair, a "perder terreno" face ao castelhano, embora os esforços para reavivar o gosto por esta língua sejam cada vez mais o número de monolingues espanhóis na Galiza, ou seja, o galego, embora não esteja em risco de extinção, está numa situação preocupante de diglossia face ao castelhano. Importa realçar a importância de algumas instituições e plataformas que lutam diariamente pela sobrevivência deste idioma, como é o caso da plataforma «Queremos Galego!» e da própria Real Academia Galega (RAG) que têm juntado todos os seus esforços, anualmente, para a difusão deste idioma que cada dia mais se perde face ao castelhano.

## Fonologia

### Consoantes
Abaixo há uma tabela de consoantes do galego.
|                         |        | Alveolar | Labial | Dental | Retroflexa | Palatal | Velar |
| ----------------------- | ------ | -------- | ------ | ------ | ---------- | ------- | ----- |
| Plosiva                 | surda  |          | p      | t      |            |         | k     |
| Plosiva                 | sonora |          | b      | d      |            | ɟ       | g     |
| Africada                | surda  | tʃ       |        |        |            |         |       |
| Africada                | sonora |          |        |        |            |         |       |
| Fricativa               | surda  | ʃ        | f      |        |            |         |       |
| Fricativa               | sonora |          | v      | z      |            |         |       |
| Fricativa não-sibilante | surda  |          |        | θ      |            |         |       |
| Nasal                   | sonora |          | m      | n      |            | ɲ       | ŋ     |
| Lateral                 | surda  |          |        |        |            |         |       |
| Lateral                 | sonora |          |        | l      |            | (ʎ)     |       |
| Vibrante simples        | sonora | ɾ        |        |        |            |         |       |
| Vibrante múltipla       | sonora | r        |        |        |            |         |       |
| Aproximante             | sonora |          | w      |        |            | j       |       |

### Vogais
Abaixo há uma tabela de vogais da língua galega.
|            | Anterior | Central | Posterior |
| ---------- | -------- | ------- | --------- |
| Fechada    | i        |         | u         |
| Média      | e        |         | o         |
| Semiaberta | ɛ        |         | ɔ         |
| Aberta     | a        |         |           |

As vogais tornam-se nasais quando imediatamente antes ou depois de uma consoante nasal, e, se entre duas nasais, o efeito de nasalização torna-se mais forte.

## Substrato do galego

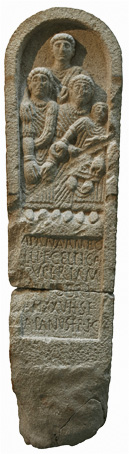
Escultura dedicada a uma falecida aristocrata galaico-romana chamada Apana, Celtica Supertamárica e do povoado de "Miobre". II d.C.

Os primeiros habitantes da Galiza originavam do indo-europeu, deixaram a sua marca na língua galega. As informações de geógrafos e historiadores greco-latinos, os restos arqueológicos e as similaridades linguísticas com outras zonas indicam que no noroeste peninsular coexistiram diferentes etnias desde o século VIII a.C. até ao século V. Desta maneira, podemos falar de um tipo de substrato:

### Substrato indo-europeu
A partir do primeiro milênio antes de Cristo, espalham-se até a Península povos indo-europeus. Considerando as peculiaridades linguísticas, adota-se a língua de dois grupos:
- Línguas preceltas ou protoceltas. Espalharam-se na Península, aproximadamente pelo ano de 800 a.C., povos do centro e norte de Europa conhecidos com os nomes de lusitanos, vetões ou também como paraceltas ou protoceltas. Alguns dos restos que deixaram no galego são os topónimos com sufixo -asc- e -usc- (Viascón, Tarascón, Velasco, Ledusco...), junto con cabana, canastro, cabazo, cabaceira, páramo...
- Línguas celtas. Houve duas emigrações de povos celtas, uma de celtas goidélicos no século VIII a.C. (um celta arcaico que originaria o irlandês, o escocês e o manês) e outra de celtas britânicos no século V a.C. (um celta que originaria o galês, o bretão e a língua de Cornualha). Foi especialmente a segunda onda que se impôs política e linguisticamente sobre a população autóctone, mantendo uma relativa unidade cultural até a chegada dos romanos.

## O estrato latino

Mapa cronológico mostrando o desenvolvimento das línguas do sudoeste da Europa entre as quais o galego.

O Império Romano conseguiu anexar os povos galaicos logo no início do século I, quase 200 anos depois da primeira colónia romana na Hispânia. Esta tardia romanização do território da Galécia permitiu uma menor assimilação cultural e linguística, em comparação com o acontecido na maior parte parte da Península Ibérica. O latim foi desde então o idioma reservado para as relações da aristocracia galaica com os funcionários do império, motivando uma passageira situação de bilinguismo que conduziria à adoção do latim por parte das elites, especialmente com a oficialização do cristianismo (ano 391) e a dispersão da liturgia romana (oficializada em latim) entre a população. Contudo, a forte ruralização da Galécia e a escassa implantação de grandes cidades permitiu - como em outras zonas do império - às classes mais humildes (que compunham a maior parcela da população) conservar grande parte dos seus costumes e língua, até uma data indeterminada da Idade Média.
Uma das características mais interessantes do latim adotado na Galécia, foi o seu caráter altamente conservador, de jeito que se consagram muitas das formas mais antigas do latim.
O processo de romanização também se deu em outros lugares, o que explica que da língua utilizada daquela época, o latim vulgar, derivassem já na Idade Média as chamadas línguas românicas (o occitano, castelhano, o catalão, o francês, o italiano etc.).
O galego-português formou-se a partir do século IX, na antiga província romana da Galécia, como resultado da assimilação do latim vulgar falado pelos conquistadores romanos a partir do século II d.C. Incorporou também léxico de origens pré-celta, celta, germânico, provençal, moçárabe.
O galego esteve depois sujeito a arabismos, léxico ameríndia, e empréstimos linguísticos modernos.
No seu momento teve certo uso como língua culta dos reinos da Galiza, Leão e de Portugal. Escrevendo em galego, por exemplo, o rei leonês Afonso X o Sábio, as suas "Cantigas de Santa Maria". A sua importância foi tal que se considera a segunda literatura durante a Idade Média só depois do occitano.
Recentemente foi achado o documento mais antigo escrito dentro da actual Comunidade Autónoma que se conserva, o qual data de 1228; trata-se do Foro do bõ burgo do Castro Caldelas outorgado por Afonso IX em abril de dito ano ao município de Allariz (Galiza, Espanha).
O galego-português, comum à Galiza e a Portugal, teve setecentos anos de existência oficial como língua culta e plena, mas as derrotas que os nobres galegos sofreram ao tomar partido pelos bandos perdedores nas guerras pelo poder em finais do século XIV e princípios do século XV provocou a assimilação da nobreza galega e a dominação castelhana, levando à opressão e ao desaparecimento público, oficial, literário e religioso da língua até finais do século XIX. São os chamados "Séculos Escuros". O português, por seu lado, durante este período gozou de protecção e desenvolvimento livre, graças ao facto de Portugal ter sido o único território peninsular que ficou fora do domínio linguístico do castelhano.
Cada 17 de maio celebra-se o Dia das Letras Galegas dedicado a um escritor galego (escolhido pela Real Academia Galega). Este dia é usado pelos organismos oficiais para potenciarem o uso e o conhecimento da língua galega.

## Normas

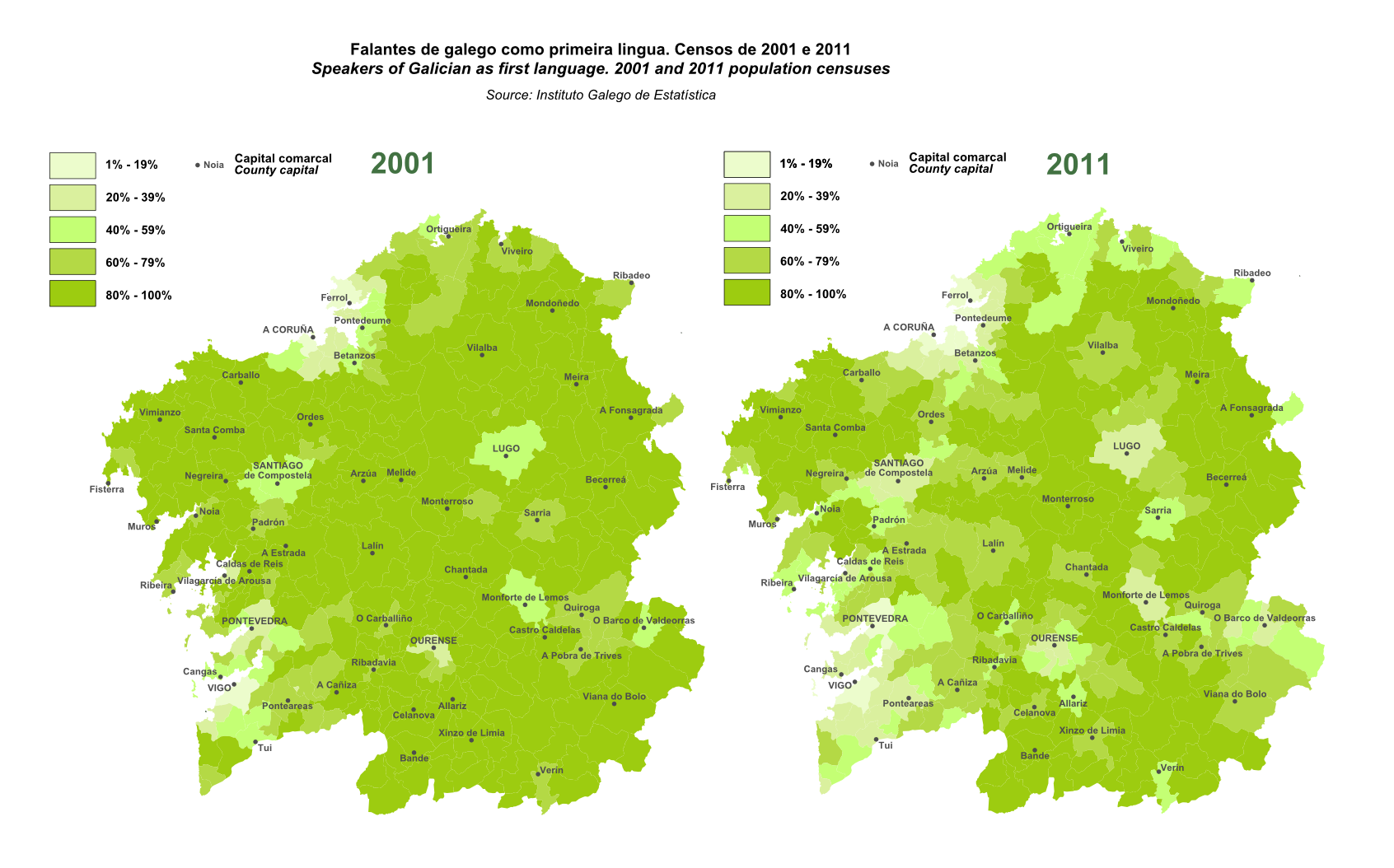
Falantes de galego como primeira língua conforme aos censos de população e habitação do Instituto Galego de Estatística (2001)

O padrão atual da língua galega foi definido pela Real Academia Galega, a qual afirma respeitar a ortografia do "Rexurdimento" (no século XIX) e ser mais próxima às formas cultas tradicionais do galego e ao mesmo tempo às falas populares; porém distancia-o do português padrão. Este padrão, oficializado pela Junta da Galiza, é utilizado maioritariamente no ensino e nos meios de comunicação galegos, assim como pela maioria dos escritores e intelectuais, querendo ser mais próxima às formas cultas tradicionais do galego e ao mesmo tempo às falas populares.
Contudo, há uma outra visão, chamada de reintegracionista, defendida por várias colectividades e movimentos sociais, que pretende reintegrar o galego com o português padrão. Fazem parte deste movimento uma pequena parte do professorado em universidades, alguns intelectuais, artistas e comunicadores sociais, além de alguns meios de comunicação. Uma parte significativa deste movimento escreve directamente em português de Portugal, adotando o Acordo Ortográfico de 1990, enquanto outra fá-lo na norma criada pela Associaçom Galega da Língua. O problema desta visão é a sua falta de implantação social.

### Norma de 2003
A Real Academia Galega e o Instituto da Língua Galega admitiram, no verão de 2003, umas mínimas modificações do padrão (por exemplo Galiza e Galicia, até e ata, posíbel e posible), visando um certo achegamento para as posturas reintegracionistas "de mínimos". Esta mudança ortográfica passou a chamar-se de "Normativa de concórdia".
Na elaboração da proposta participaram departamentos de galego e português das três universidades galegas, mas foi visto por parte dos grupos reintegracionistas como uma reforma excessivamente tímida e menor, sem a participação do chamado reintegracionismo "de máximos".
Uma parte da população acha que esta afasta-se da fala real, utilizando formas pouco habituais ou artificiais ou portuguesismos que deixaram de existir ou nunca existiram na língua oral há anos.[carece de fontes?] Houve críticas por oficializar formas próximas ao português ou ao galego medieval que já não são utilizadas (ou quase) na fala.
Mais de seiscentos artistas, activistas e intelectuais de diferentes origens e profissões assinaram um comunicado público contra esta norma.[carece de fontes?]

## Uso oficial

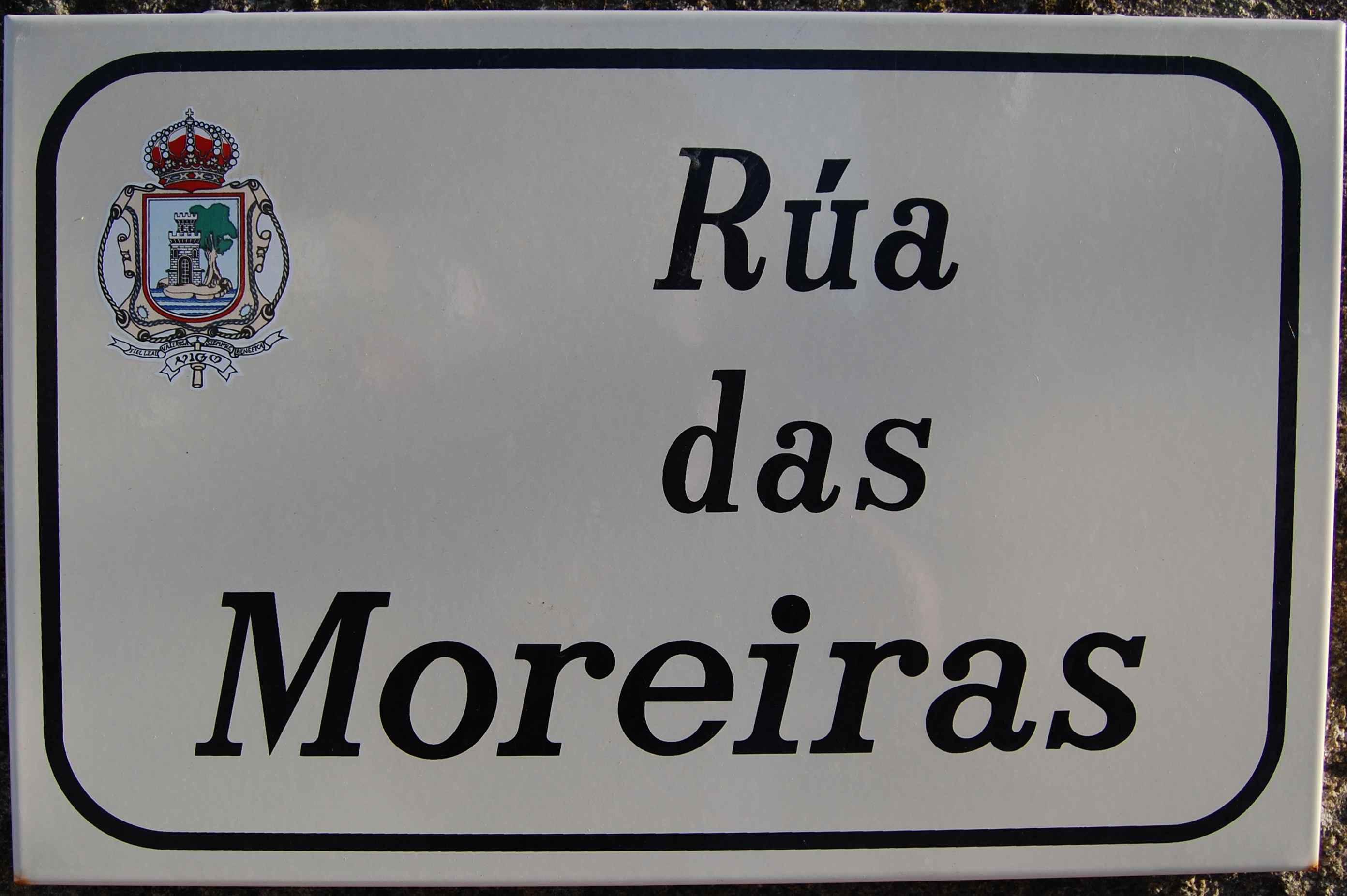
Placa numa rua de Vigo

O Estatuto de autonomia refere: O galego é a língua própria da Galiza; o castelhano e o galego são ambas línguas oficiais.
No Parlamento Europeu, já foi aceito oralmente como sendo português, nomeadamente nas intervenções dos ex-eurodeputados galegos Camilo Nogueira e José Posada.
Na atualidade em 2018 as eurodeputadas galegas Ana Miranda e Lídia Senra continuaram a utilizar a mesma língua nas intervenções sendo aceitos oralmente como sendo português.

## Questão da autonomia da língua
De um ponto de vista político e oficial, o galego é uma língua diferente do português. Assim o determinam as instituições com autoridade do estado espanhol com competências na elaboração na norma oficial de uso na Galiza. Também são desta opinião os partidos políticos espanhóis maioritários na Galiza (Partido Popular e PSOE), embora os deputados na oposição do Bloco Nacionalista Galego e do partido esquerdista de cariz nacionalista Em Maré ou outros grupos sem representação no Parlamento da Galiza, pretendam alterar esta situação. Um único partido, marginal quanto a votos, o Partido da Terra, utiliza o português na sua versão atual do Acordo Ortográfico como língua de comunicação social.
No estudo da linguística, é comum serem aceites diferentes opiniões em relação à autonomia do galego. Para alguns, o galego é uma língua diferente do português. Na Galiza, nas universidades e centros de investigação linguística (os oficiais e mais importantes são a Real Academia Galega e o Instituto Galego da Língua), a tendência oficial e promovida pelo governo autónomo é a de considerar o galego como uma língua independente. [carece de fontes?] Para outros levando em conta a questão da inteligibilidade mútua, o galego é considerado uma variedade dialetal da língua portuguesa, opinião forte desde que, em 1970, Lindley Cintra apresentou a sua classificação para os dialetos galego-portugueses.
Em Portugal, em várias universidades e centros de investigação linguística, os dialetos galegos podem ser estudados como parte dos dialetos do português europeu.
Na Galiza, muitos linguistas são ativos no chamado movimento reintegracionista, que defende a inclusão política da língua galega no sistema lusófono.
Em 2008 iniciou-se um processo da sociedade civil para a criação da Academia Galega da Língua Portuguesa de recente criação, sem dependências do poder político e atualmente membro consultivo da CPLP,
Controvérsias parecidas levantam-se em relação a outras línguas da Europa, que, assim como o galego e o português, são tidas como pertencentes a um diassistema — como o valenciano-catalão, asturiano-leonês-mirandês, albanês-kosovar, flamengo-holandês, checo-eslovaco, servo-croata, córnico (ou cornês)-bretão.
Há alguns autores galegos que publicam na versão "reintegrada" do galego em Portugal (Carlos Quiroga, João Guisan Seixas). Também há obras lusófonas editadas directamente na Galiza (Roberto Cordovani, Nélida Piñon), Uma das editoras de referência exclusivamente em português, a Através Editora é promovida pela AGAL uma das associações lusófonas de âmbito regional.
Apesar das controvérsias, o português começa a ser reconhecido na Espanha como uma língua em expansão e o seu ensino disseminado. Começa a ser ensinado como segundo idioma estrangeiro no ensino primário em Castela e Leão e já foi aprovado como segunda língua estrangeira na Andaluzia e é ensinado na Estremadura.
Por outro lado na Galiza a iniciativa legislativa popular com mais de 15 000 assinaturas "ILP Paz Andrade" aprovada em 2014 por unanimidade no parlamento regional procura intensificar os "vínculos com a Lusofonia" e uma política de expansão do ensino da língua portuguesa superando os antigos debates sobre a política do ensino da língua local.

### Falantes
O galego foi considerado a língua mais falada na Galiza segundo o relatório da Carta Europeia das Línguas Regionais ou Minoritarias Segundo este relatório de 2002, nas Astúrias o galego-asturiano era falado por 40 000 pessoas (4% da população total das Astúrias); havia em Leão 23 500 falantes de galego e em Zamora, 1 500 falantes; na Estremadura espanhola, uma variante do galego, a Fala da Estremadura, era falada por 5 000 pessoas.
Está a diminuir o número de pessoas que se expressa sempre na língua da Galiza. Em 2003, 43% da população galega usava sempre o galego, comparado com o ano de 2008 em que apenas 30% se exprimem sempre em galego. Só um em cada três galegos fala sempre em galego. Verifica-se uma diminuição de 13% no número de falantes regulares.
Enquanto, em 2003, quase 80% dos galegos com mais de 65 anos tinham a língua como primeira língua, menos de 40% dos habitantes da Galiza entre 16 e 25 anos a tinham com a língua como sua língua-mãe, o que significa que é mais comum que os mais velhos tenham o galego como língua nativa do que os mais novos.

### Principais diferenças entre o galego e o português
Na escrita, se o galego se grafar seguindo o Acordo Ortográfico de 1990, adotado formalmente pela Academia Galega da Língua Portuguesa, as diferenças são mínimas, existindo apenas algumas variações léxicas e sintáticas. A ortografia reintegrada também seria compreensível para um lusófono, mas na ortografia oficial promovida pela Real Academia Galega, mais próxima à do espanhol e empregue pelas administrações na Galiza, a compreensão fica dificultada.
- Diferenças fonéticas do galego em relação aos dialectos portugueses setentrionais (Norte de Portugal) (às vezes por influência do castelhano):
  - Vocalismo átono de maneira ainda maior do que a dos dialectos brasileiros (e. g. "batata" pronuncia-se *bátátá)
  - Inexistência de vogais ou ditongos nasais (e. g. "irmã" diz-se "irmán" ou "irmá", enquanto "mão" diz-se *man ou *mau)
    - O artigo feminino uma e os seus derivados, que no galego-português medieval era grafado com ũa, nos dialectos galegos ocidentais é pronunciado com n velar, e nos orientais ficou simplesmente desnasalado ("ua", "algua"). Na ortografia reintegracionista da Associaçom Galega da Língua, é representado quer com umha, quer com ũa, mas na oficial, unha. (Vale notar que essa pronúncia também é encontrada em vários dialetos do Nordeste brasileiro.)

  - Ensurdecimento das sibilantes sonoras (e. g. "casa" diz-se como "caça" e "gente" diz-se *xente)
  - Fenómeno da gheada (apenas no dialecto galego ocidental): o "g" intervocálico é aspirado (e. g. *ghalegho)
- Há diferenças nas flexões verbais, como o pouco uso da mesóclise pronominal, que, em geral, são percebidas como arcaísmos pelos restantes falantes de português.
- A ortografia oficial é semelhante à do castelhano, empregando quase as mesmas regras, até na pontuação. Assim, o galego oficial utiliza ñ por nh, ll por lh, não usa ç mas z, só emprega o acento agudo, etc.

### Semelhança entre português e galego
Para ilustrar a semelhança entre o galego e o português apresentam-se dois exemplos em português, nas duas variantes do galego e também em Castelhano.
Uma frase simples,
O cão do meu avô é parvo. (em português)
O cão do meu avô é tonto. (em português do Brasil)
O can do meu avó é parvo. (galego)
O cam do meu avô é parvo. (galego na ortografia proposta pela Associaçom Galega da Língua)
El perro de mi abuelo es tonto. (em castelhano)
O Pai Nosso,
- Português (Portugal):

Pai nosso, que estais nos céus, santificado seja o Vosso nome. Venha a nós o Vosso Reino. Seja feita a Vossa vontade, assim na Terra como no Céu. O pão nosso de cada dia nos dai hoje. Perdoai as nossas ofensas assim como nós perdoamos a quem nos tem ofendido. E não nos deixeis cair em tentação, e livrai-nos do mal.
- Português (Brasil):

Pai nosso que estais nos céus, santificado seja o Vosso nome. Venha a nós o Vosso Reino. Seja feita a Vossa vontade, assim na Terra como no Céu. O pão nosso de cada dia nos dai hoje. Perdoai as nossas ofensas assim como nós perdoamos a quem nos tem ofendido. E não nos deixeis cair em tentação, mas livrai-nos do mal.
- Galego:

Pai noso que estás no ceo: santificado sexa o teu nome, veña a nós o teu reino e fágase a túa vontade aquí na terra coma no ceo. O noso pan de cada día dánolo hoxe; e perdóanos as nosas ofensas como tamén nós perdoamos a quen nos ofenden; e non nos deixes caer na tentación, e líbranos do mal.
- Galego com a ortografia da Associaçom Galega da Língua:

Nosso Pai que estás no Céu: santificado seja o Teu nome, venha a nós o Teu reino e seja feita a Tua vontade aqui na terra como nos Céus. O nosso pam de cada dia dá-no-lo hoje; e perdoa-nos as nossas ofensas como também perdoamos nós a quem nos tem ofendido; e nom nos deixes cair na tentaçom, mas livra-nos do mal.
- Espanhol:

Padre nuestro que estás en los cielos, santificado sea tu Nombre, venga a nosotros tu reino y hágase tu voluntad en la tierra como en el cielo. Danos hoy nuestro pan cotidiano perdona nuestras ofensas como también nosotros perdonamos a los que nos ofenden; no nos dejes caer en tentación, y líbranos del mal.

### Livros
- Cunha, Celso; Cintra, Lindley (1996). «Os dialectos da língua portuguesa». Nova grámática do português contemporâneo 12.ª ed. Lisboa: Edições João Sá da Costa. ISBN 972-9230-00-5
- Cintra, Luís Filipe Lindley (1995). Estudos de Dialectologia Portuguesa 2.ª ed. Lisboa: Livraria Sá da Costa Editora. ISBN 972-562-327-4
- Teyssier, Paul (1994). História da língua portuguesa 6.ª ed. Lisboa: Livraria Sá da Costa Editora. ISBN 972-562-129-8

### Artigos académicos
- Lagares, Xoán Carlos (2011). «O galego em seu labirinto: breve análise glotopolítica». Letras (42)
- Mendes, Camilla da Silva; Medeiros, Nathalia Reis de; Oliveira, Thiago Soares de (2017). «A realização fonética do galego e a do português: um estudo comparativo com o latim». Entrepalavras. 7 (2). doi:10.22168/2237-6321.7.7.2.107-131
- Regueira, Xosé Luís (1996). «Galician». Journal of the International Phonetic Association. 26 (2): 119–122. doi:10.1017/s0025100300006162